# عایق صوتی

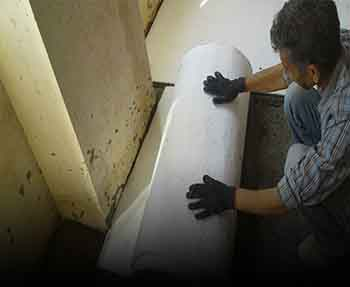

هر وسیله‌ای برای کاهش فشار صوتی با توجه به صدای منبع و گیرنده را عایق صوتی (به انگلیسی: Soundproofing) می‌گویند. چندین روش اساسی برای کاهش صدا وجود دارد: افزایش فاصله بین منبع و گیرنده، با استفاده از موانع سر و صدا برای منعکس یا جذب انرژی از امواج صوتی است، با استفاده از سازه‌های میرایی مانند تیغه‌های صوتی، الیاف‌های صوتی و…. پرده‌های عایق صوتی، فوم‌های ایزوهم، پانل‌های فومی و کفپوش‌های زیرکار چند نمونه از عایق‌های صوتی کاربردی هستند.

## فواید استفاده از عایق صوتی
- بهبود صدا در یک اتاق (اتاق بدون پژواک)
- کاهش نشت صدا به / از اتاق مجاور یا خارج از منزل
- آکوستیک آرام بخش
- کاهش سر و صدا
- کنترل سر و صدا
- محدود کردن سر و صدای ناخواسته

## روش‌های ساده عایق‌کاری صوتی
1. بستن منافذ ورود و خروج هوا. هر منفذی که هوا بتواند از آن عبور کند، صدا را هم می‌تواند انتقال دهد. کلیه منافذ موجود در سقفها و دیوارها نظیر اطراف جعبه تقسیم برق، کانال‌ها و داکتها، سیم‌ها و هر بخشی را که شیئی از داخل دیوار یا سقف عبور می‌کند با بتونه یا فوم پلی اورتان درزگیری نمایید.
2. جلوگیری از ایجاد "کانالهای عبور صدا " در دیوارها. هنگام ساخت بناهای جدید، کلیدهای برق و دریچه‌های هوا را در داخل دیوار مشترک دو فضا، پشت به پشت هم قرار ندهید.
3. اجتناب از استفاده از مصالح سخت؛ زیرا این‌گونه مصالح، اصوات را به آسانی از یک مکان به مکان دیگر انتقال می‌دهند.
4. استفاده از یک لایه انعطاف‌پذیر نظیر فوم منبسط شوندها، جهت جدا نمودن لوله‌ها از غلافها یا سوراخهایی که از آن عبور می‌کنند.
5. استفاده از عایق صوتی در دیوارهای ساختمان‌های جدید جهت جلوگیری از انتقال صدا بین اتاقهای مجاور. به منظور جلوگیری از انتقال صدای نامطلوب جریان سریع آب به هنگام تخلیه فلاش تانک توالت، لوله‌های پلاستیکی تخلیه آب را عایق بندی کنید.
6. استفاده از وسایل خانگی آرامتر، حتی اگر گرانتر از موارد مشابه پرصداتر باشند.
7. جدا نمودن تجهیزات صدادار از محلهای استراحت. استفاده از اتاقهای مجزای مجهز به عایق‌های صوتی می‌تواند ایده خوبی در طراحی منزل باشد. به‌کارگیری درهای مجهز به عایق بین کلیه فضاها، به مقدار قابل ملاحظه‌ای از انتقال صدا در خانه جلوگیری می‌کند.
8. استفاده از مصالح جاذب صدا و الیاف‌ها در کفها، دیوارها و سقفها. عایقهای صوتی به مانند موکت می‌توانند از عبور صدا جلوگیری نمایند. حتی الامکان از به‌کارگیری کفپوشهای سخت، مانند سرامیک، بتن و چوب خودداری نمایید.

## متریال‌های مناسب برای عایق کردن صوتی
پشم سنگ: پشم سنگ یکی از متریال‌های می‌باشد که می‌تواند عایق صوتی خوبی محسوب شود پشم سنگ علاوه بر عایق صوت در برابر آتش مقاوم هست و دما محیط را می‌تواند حفظ کند. از عیب‌های پشم سنگ حساسیت تنفسی و پوستی می‌باشد که می‌تواند برای انسان خطرناک باشد.
عایق پنلی آکوستیک: عایق‌های پنلی آکوستیک یکی از متریال‌های خوبی است که در فضا باعث می‌شود جذب صدای محیط بهتر شود و کنترل صدای محیطی عالی بشود. انواع مختلف دارد فوم هرمی، فوم شانه تخم مرغی، فوم ام دی و … 
البته از همین دست محصولات عایق پنلی جدیدی وجود دارد که برخلاف بافت عایق‌های قبلی، دنس تر و متراکم تر بوده و براحتی در بین دیوارها و کف و سقف ساختمان قابل نصب و اجرا می‌باشد و مصالح ساختمانی از قبیل گچ و سیمان بدون ایجاد خورندگی روی آنها کار می‌شود.
فوم پلی اتیلن: فوم پلی اتیلن یکی از متریال‌های است که می‌تواند مکمل پنل‌های آکوستیک محسوب شود. حباب‌های ریز هوا بین پلی اتیلن باعث شده این متریال عایق صوتی خوبی محسوب شود.

## عایق دیوار
پریزها، کلیدهای روشنایی و جعبه‌های برق نقاط حساس و مهم در عایق بندی دیوار هستند. جعبه‌های برق باید در خاک رس یا بتونه عایق بندی شوند. تنها راه عایق صدا استفاده از دیوار خشک (فوم) یا بتن است. MLV (Mass Loaded Vinyl) برای مرطوب کردن یا تضعیف امواج صوتی بین لایه‌های یک دیوار استفاده می‌شود. دیوارها با عایق فوم‌های طبیعی یا صنعتی ایزوله می‌شوند. بسته به دیوار موردنظر ممکن است ۲ لایه عایق فوم برای بهینه‌سازی صوت یا همان عایق بندی دیوار نیاز باشد.

## عایق صدای سقف
اکوستیک کردن سقف واژه دیگری است که عایق‌ صدا برای سقف با آن شناخته می‌شود. این اکوستیک‌ها نقش جاذب صدا را در ساختمان سازی دارند. عایق‌های صدا دارای انواع مختلفی هستند، مانند عایق‌های صوتی فوم پلی اتیلن، شانه تخم مرغی، اسپری فوم پلی یورتان، فوم ریباند، نانو الياف ،پشم سنگ، فلکسی پنل و… که در عایق کردن صوتی سقف،عایق صوتی دیوار مشترک، عایق صوتی کف و… استفاده می‌شوند.
یکی از ویژگی‌های مهمی‌ که هنگام خریدن عایق‌های صدا برای سقف باید به آن توجه کنید، استفاده از عایقی است که جذب صدای بالایی هم از نظر کوبشی هم از نظر هوابرد در فرکانس های مختلف را داشته باشد و همچنین در شکست صوت بسیار موفق عمل کند. سبک بودن، نصب آسان، آنتی باکتریال بودن، مقاومت زیاد در برابر گرد و خاک و… از جمله ویژگی‌های دیگری است که باید به آن در خرید عایق صوتی سقف توجه کرد تا یک خرید رضایت‌بخش داشته باشید كه اين خصوصيات يكجا در عايق هاي مدرن نانو الياف وجود دارد.

## عایق صوتی درب
درب‌های عایق صوتی از نظر روش تولید به دو دسته کلی تقسیم‌بندی می‌شوند؛
1. درب‌های بدون هسته
درب‌های بدون هسته، در واقع همان درب‌های توخالی هستند. اما باید توجه داشت که این نوع درب‌ها واقعا توخالی نیستند و درون آن‌ها با انواع مقوا و کارتن‌های فشرده پر شده است. هزینه ساخت این نوع درب‌های ضد صدا بسیار پایین بوده و وزن کمی نیز دارند. باز و بسته کردن درب‌های بدون هسته بسیار آسان بوده و در واقع عایق صدا نیستند. اگر فردی بخواهد از این درب‌ها به عنوان درب ضد صدا استفاده کند، باید درب و چارچوب‌ها را درزگیری کنیم.
2. درب‌های هسته دار
به درب‌های توپر، درب‌های هسته دار می‌گویند. این درب‌ها معمولاً وزن سنگین‌تری نسبت به درب‌های بدون هسته دارند و اغلب از جنس چوب کامپوزیت ساخته می‌شوند. درب‌های توپر برای مکان‌هایی مانند مهدکودک‌ها، اماکن مسکونی، استودیو ضبط و غیره کاربرد دارند. در واقع درب‌هایی که با پشم سنگ و یا فوم پر شده‌اند به نوعی درب هسته‌دار به حساب می‌آیند.

## عایق خودرو
هدف عایق صوتی خودرو کاهش یا از بین بردن صدای بیرون است، اما مهم‌ترین بخش جلوگیری از ورود صدای موتور، اگزوز و لاستیک به داخل کابین سرنشینان است. هنگام ساخت وسیله نقلیه ای که شامل عایق صدا است، از یک نوع عایق پانل مانند استفاده می‌شود. که این پانل‌های عایق در هنگام حرکت از لرزش قطعات مختلف و ایجاد صدا در داخل بدنه خودرو جلوگیری می‌کنند. کاهش قابل توجه نویز صدا تا ۸ دسی بل را می‌توان با نصب انواع مختلف عایق‌های معدنی و طبیعی به دست آورد.

### موانع نویز
از اوایل دهه ۱۹۷۰میلادی، مهندسی موانع صوتی در امتداد بزرگراه‌های اصلی برای محافظت از ساکنان مجاور از سر و صدای مزاحم جاده‌ها در کشور آمریکا و سایر کشورهای صنعتی استفاده شد. اداره بزرگراه فدرال (FHWA) آمریکا در ارتباط با اداره بزرگراه ایالتی (SHA) آمریکا مقررات فدرال (23 CFR 772) را تصویب کرد که هر ایالت را ملزم می‌کند تا خود ایالت‌ها در رابطه با کاهش صدای ایجاد شده از سوی جاده‌ها برای خانه‌های مجاور آن اقدام کنند.